# The Firemen
The Firemen (ザ・ファイヤーメン?) är ett SNES-spel. Spelet utspelar sig 2010, och man spelar som brandmannen Pete, som skall rädda människor från en brinnande byggnad, och släcka bränder med brandsprutan. Spelet släpptes i Europa, Australien och Japan.

### Fotnoter
1. 1 2 3 4 5 6  The Firemen på Gamefaqs
2. ↑  The Firemen 2: Pete & Danny Arkiverad 9 januari 2012 hämtat från the Wayback Machine. på Gamefaqs
3. ↑  ”Firemen” (på svenska). Super Power (Solna) (4 1995). april 1995. Läst 25 april 2014.